# Anna Plochl

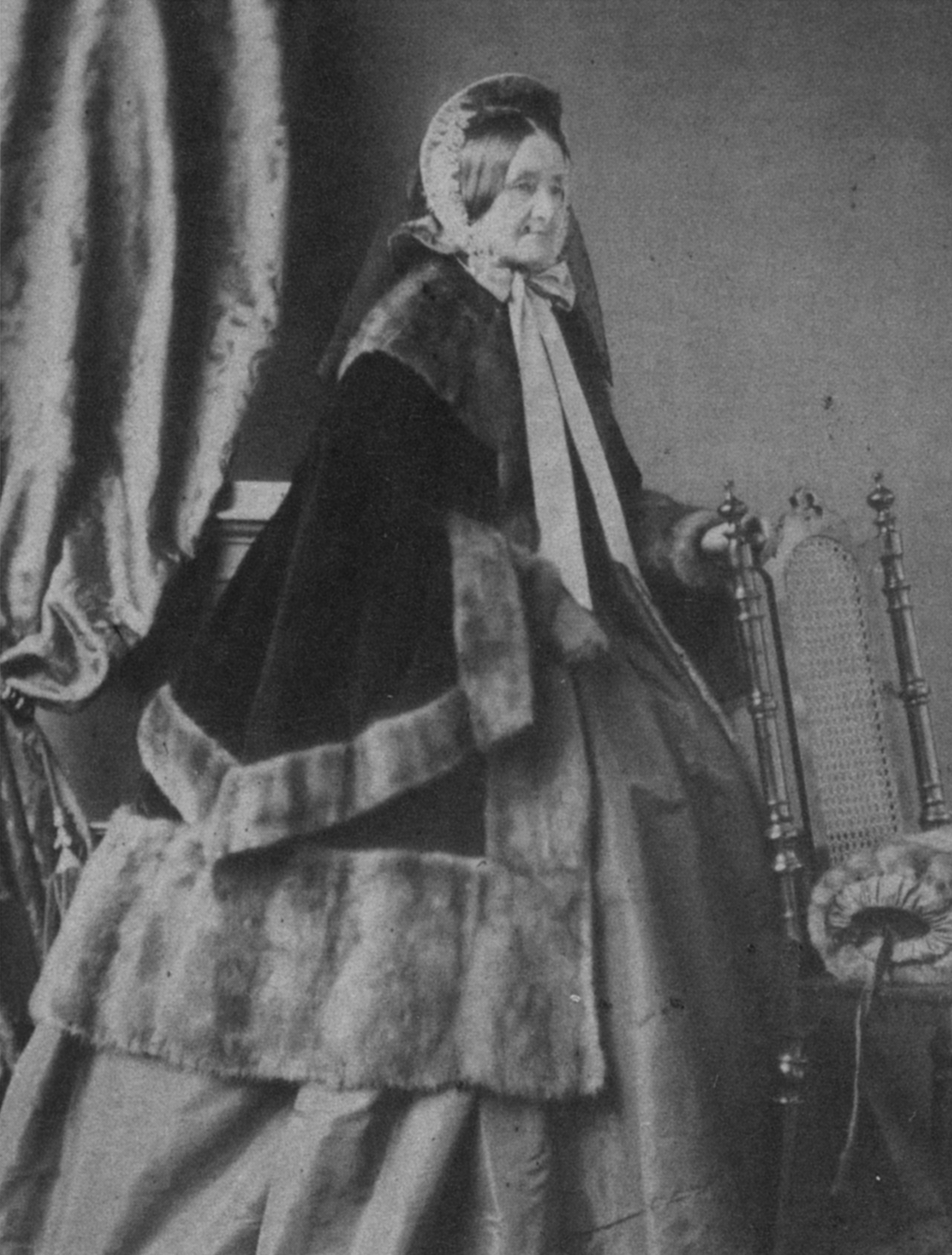
Anna Plochl în 1860

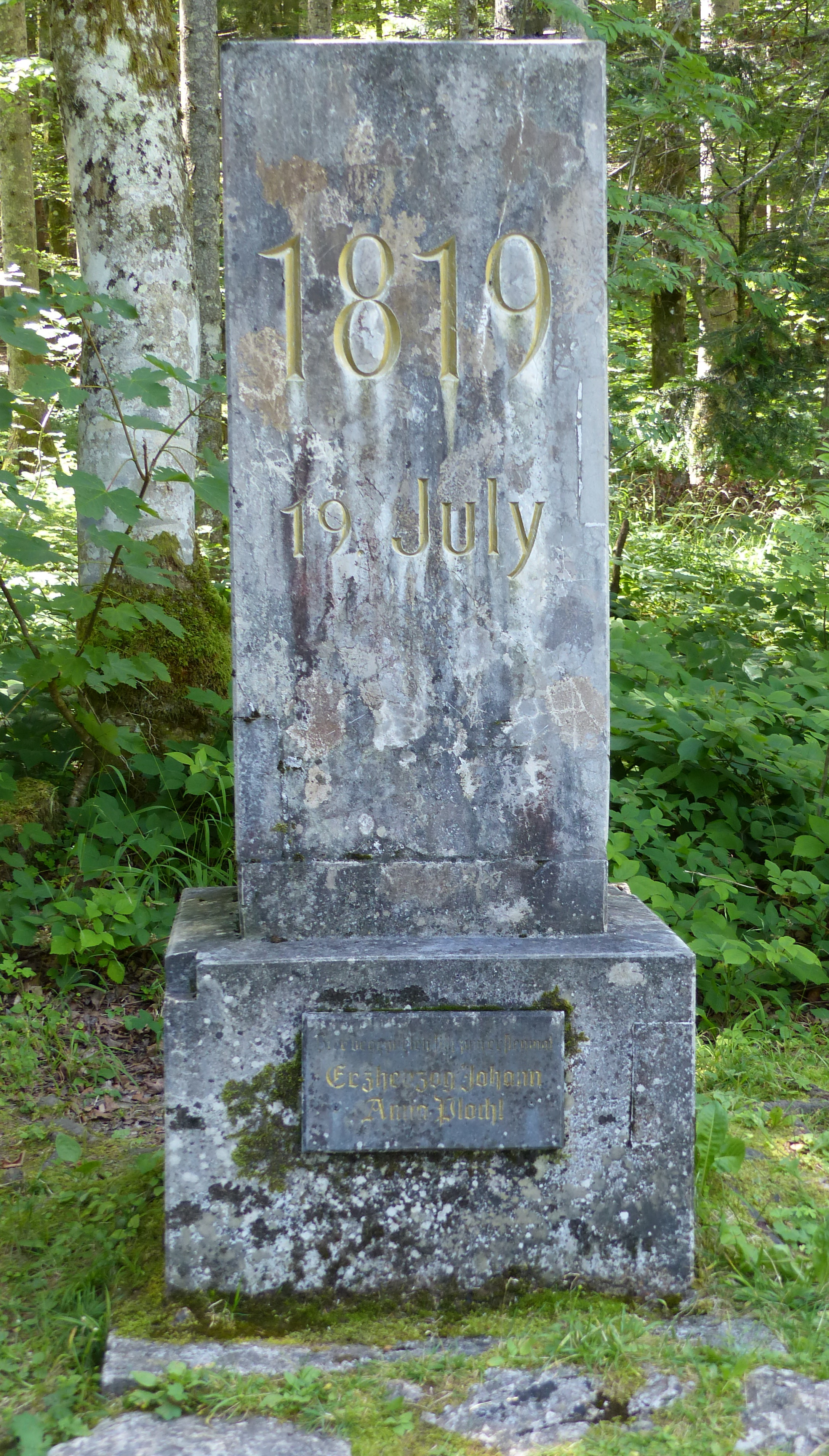
Piatra comemorativa de la Lacul Toplitz, care comemorează întâlnirea dintre arhiducele Ioan și Anna Plochl

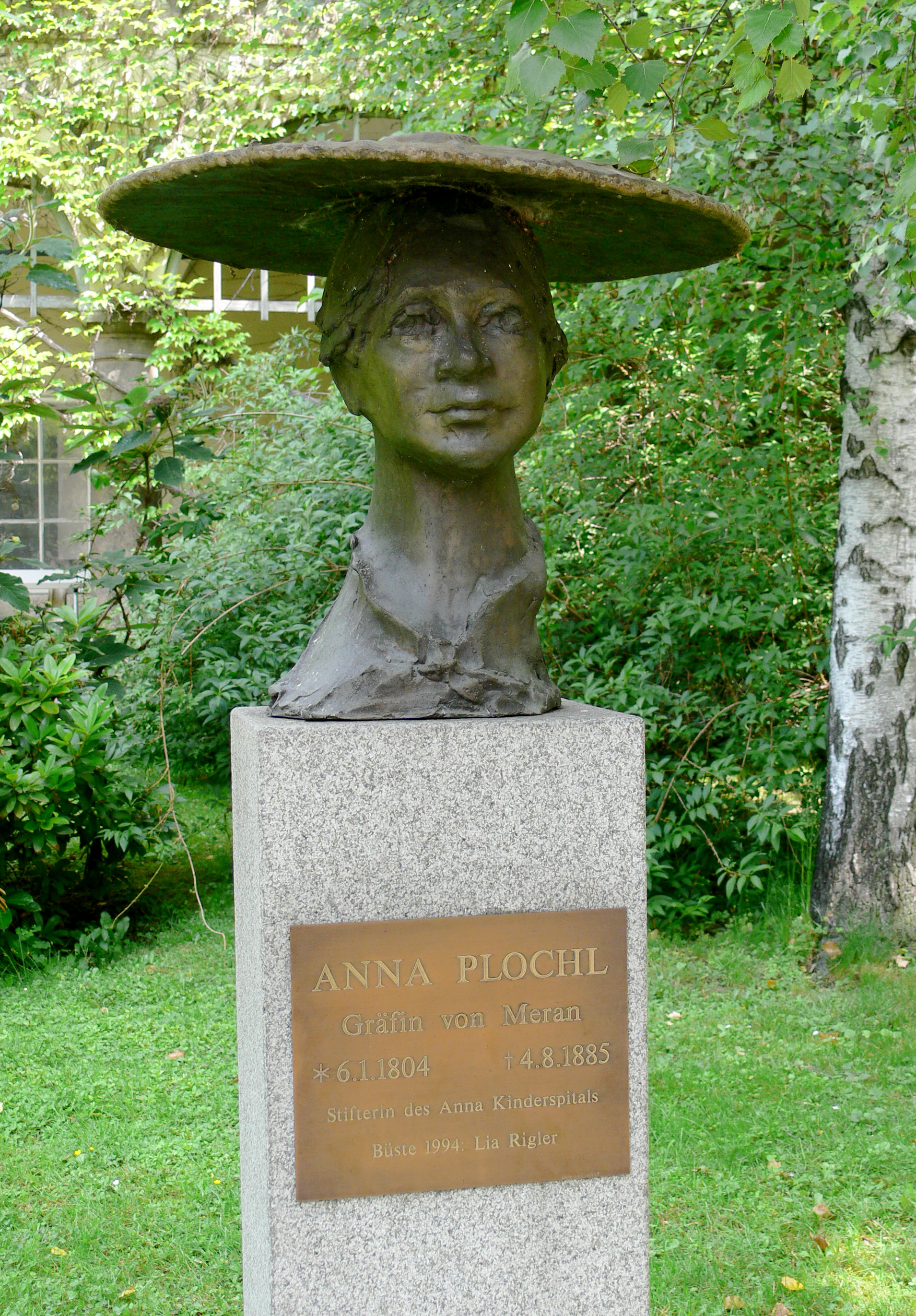
Bustul Annei Plochl (de Lia Rigler, Castelul Graz)

Anna Plochl, botezată Anna Maria Josepha (n. 6 ianuarie 1804, Bad Aussee, Stiria, Austria – d. 4 august 1885, Bad Aussee, Stiria, Austria), baroneasă de Brandhofen din 1834 și contesă de Meran din 1850, a fost din 1829 prin căsătorie morganatică, soția arhiducelui Ioan de Austria (1782–1859).

## Biografie
Anna Plochl a fost cel mai mare dintre cei 13 copii ai șefului serviciului poștal din Aussee, Jakob Plochl și ai soției sale, Maria Anna Plochl (născută Pilz), căsătoriți pe 31 mai 1802. După moartea mamei ei, Anna s-a ocupat de gospodăria familiei. 
La vârsta de 15 ani, pe 22 august 1819, Anna l-a întâlnit pentru prima dată pe arhiducele Ioan de Austria la Toplitzsee. Acesta a dorit încă din 1823 să se căsătorească cu Anna însă fratele său, împăratul Francisc I al Austriei, a refuzat să-i dea permisiunea necesară uniunii sale cu o femeie care nu corespundea statului său princiar. Cu toate acestea, Anna s-a mutat pe 20 septembrie 1823 la reședința din Vordernberg, unde arhiducele Ioan deținea o instalație pentru prelucrarea minereului de fier. Anna a preluat conducerea casei din Vordernberg a arhiducelui. În timp ce arhiducele Ioan își continua munca în Stiria și făcea vizite regulate la curtea din Viena, Anna Plochl se ocupa de gospodăria din Vordernberg și de Castelul Brandhof - un domeniu al arhiducelui în Gußwerk.
Pe 18 februarie 1829 Ioan și Anna s-au căsătorit în secret la miezul nopții în capela Castelului Brandhof, după ce timp de șase ani arhiducele se străduise să obțină acordul împăratului Francisc I. Lui Ioan i s-a permis să anunțe oficial căsătoria abia în 1833.
În 1834 Anna Plochl a primit titlul de „baroneasă de Brandhofen” după numele domeniului care aparținea soțului ei. Fiul Annei și moștenitorul arhiducelui, Francisc, s-a născut în 1839. Tatăl său a reușit cu greu să-l determine pe cancelarul Metternich să acorde fiului său titlul de conte de Meran. În 1850 - la cinci ani după nașterea fiului ei - Anna a primit titlul de „Contesă de Meran”.
Soția arhiducelui era cunoscută, printre altele, pentru priceperea ei în bucătăria tradițională a Stiriei, iar preparatele bazate pe rețetele ei sunt considerate și astăzi specialități.
După moartea soțului ei în 1859, căruia i-a supraviețuit 26 de ani, Anna și-a continuat munca în Stiria îngrijindu-se în mod deosebit de instituțiile sociale. Printre acestea s-a numarat „Spitalul de Copii Anna” din Graz, numit astfel în onoarea ei. În august 1885 Anna a murit în localitatea ei natală, Aussee, la vârsta de 81 de ani și a fost înmormântată alături de soțul ei în mausoleul din Scena, lângă Meran.
În Stainz⁠(d), localitatea al cărei primar a fost soțul Annei, există o stradă care îi poartă numele: Anna-Plochl-Strasse.

## Căsătorie și descendenți
Anna Plochl s-a căsătorit pe 18 februarie 1829 cu arhiducele Ioan de Austria. Din această căsătorie a rezultat un fiu:
- Francisc de Meran (în germană Franz Ludwig Johann Baptist Graf von Meran, Freiherr von Brandhofen; n. 11 martie 1839 – d. 27 martie 1891), căsătorit în 1862 cu Tereza de Lamberg (1836–1913); este strămoșul conților de Meran.[10]